# 冬の夜
冬の夜（ふゆのよ）とは、文部省唱歌の一つ。
歌詞は2番まであり、原調はト長調で4分の4拍子である。

## 変遷
文部省唱歌の慣例で作詞者・作曲者が公表されなかった。また、戦後の研究でも作詞者・作曲者の特定に至っていないので、ともに不詳のままである。初出は1912年（明治45年）3月「尋常小学唱歌（第三学年用、第16曲）」。
2番の歌詞の「いくさの手柄を語る」（初出の時代背景から当時は日清戦争もしくは日露戦争を意識したとも思われるが作詞者不詳のため詳細は不明）という部分が、戦意高揚であると一部の人々に否定されたことから、戦後に発行された教科書や各社の「唱歌・童謡集」では「過ぎし昔の思い出語る」と改変された。しかし、そうなると、なぜ子どもたちが「拳を握って」興奮するのか、意味が不明となる、とする意見も提示され、再度、オリジナルの歌詞に戻す動きが出てきて現在に至っている。どちらの歌詞で記憶しているかに、育った時代の違いが現われる唱歌・童謡のひとつでもある。

## 歌詞
1番
　燈火ちかく衣縫ふ母は
　 春の遊びの楽しさ語る
　
　居並ぶ子どもは指を折りつつ
　 日数かぞへて喜び勇む
　
　囲炉裏火はとろとろ
　 外は吹雪
2番
　囲炉裏の端に繩なふ父は
　 過ぎしいくさの手柄を語る　（過ぎし昔の思い出語る）

　居並ぶ子供は　ねむさを忘れて
　 耳を傾け　こぶしを握る
　
　囲炉裏火はとろとろ
　 外は吹雪

## みんなのうた
- NHKの『みんなのうた』では、1968年12月-1969年1月に紹介された。作詞・作曲は「文部省唱歌」とされている。編曲は若松正司。歌はチェチリア少女合唱団。
- 長期に渡って再放送されなかったが、2011年12月-2012年1月に43年振りにラジオのみで再放送された。